# Johann Leonhard Raab

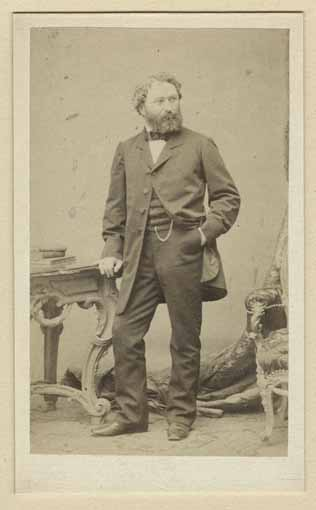
Johann Leonhard Raab

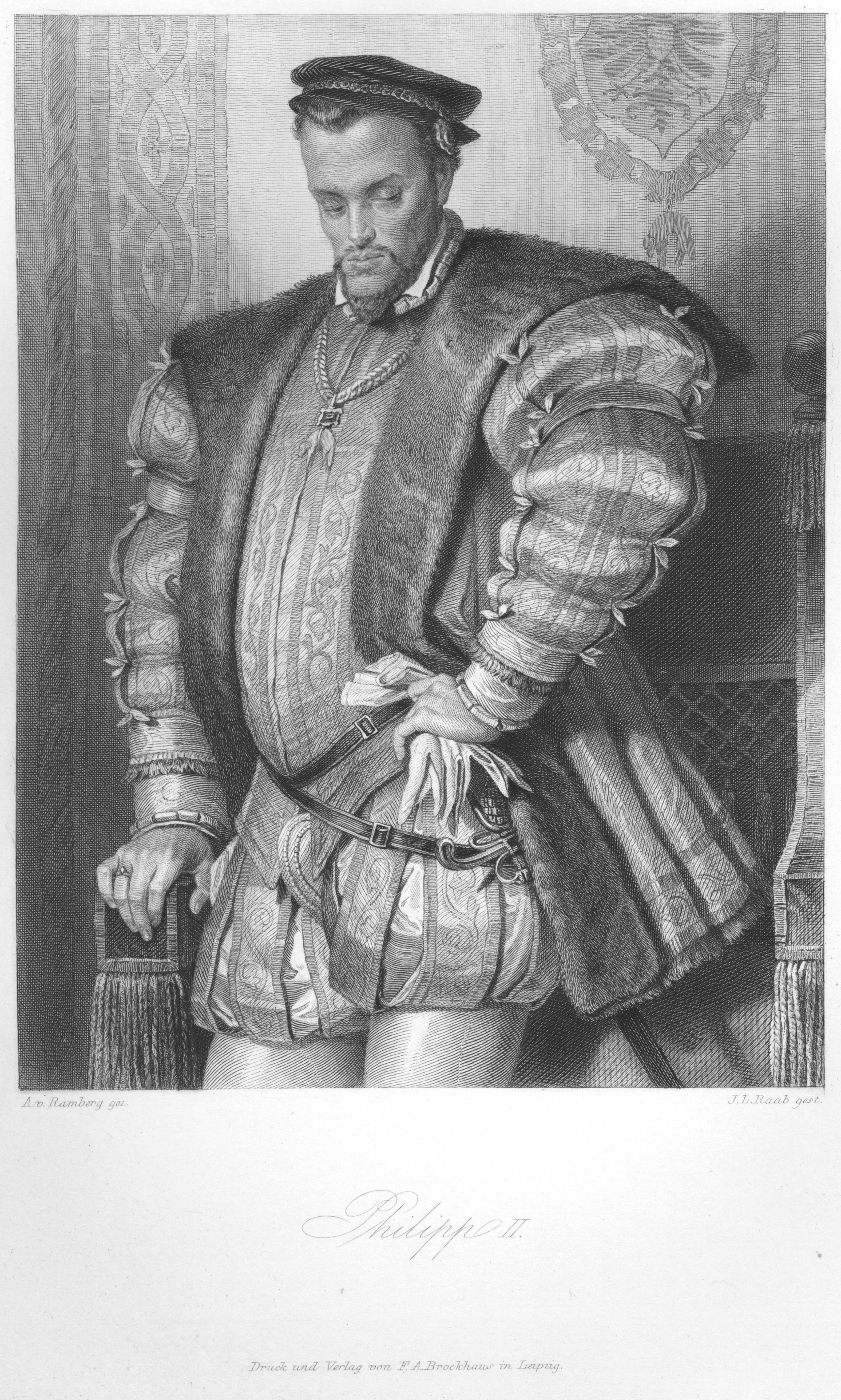
Don Carlos aus Schillers Don Carlos;
Stahlstich nach Arthur von Ramberg, Schiller-Galerie, um 1859

Johann Leonhard Raab (* 29. März 1825 in Schwaningen bei Ansbach; † 2. April 1899 in München) war ein deutscher Radierer, Kupfer- und Stahlstecher sowie Maler.

## Leben
Raab erhielt seine Ausbildung bei Carl Mayer und Albert Christoph Reindel in Nürnberg, ab 1845 in München. Danach war er in Nürnberg tätig. Von 1869 bis 1895 war er Leiter der Kupferstecherschule der Münchner Kunstakademie und inspirierte mit seinen Kupferstichen das Schaffen vieler seiner Schüler wie z. B. Max Barascudts, Constantin Bauer, Ignaz Gaugengigl, Peter Halm und Heinrich Strieffler. Nach seiner Pensionierung, anlässlich dessen er den Titel eines wirklichen Geheimen Hofrats verliehen bekam, wurde die Kupferstecherschule als veraltet eingestellt.
1889 wurde er als assoziiertes Mitglied in die Académie royale des Sciences, des Lettres et des Beaux-Arts de Belgique aufgenommen.
Raab war verheiratet mit Anna Elisabetha Sonnenleiter († 1863). Aus der Ehe gingen drei Töchter hervor, darunter Doris Raab (1851–1933), die er zur Kupferstecherin und Radiererin ausbildete. 1865 ehelichte er Babette Größmeyer.

## Werke
Raab fertigte zahlreiche Stiche nach Gemälden alter Meister und von Malern des 19. Jahrhunderts.
- Nach Vorlagen von Friedrich Pecht und Arthur von Ramberg stach Raab
  - für die 1859 erschienene Schiller-Galerie,[2] sowie
  - für die 1864 erschienene Goethe-Galerie.[3]
- für den Kunstverein Hannover lieferte Raab größere Platten zum Thema Luther verbrennt die Bulle (1860) und Anschlagung der Thesen (1864)[4]